# アルシャードセイヴァーRPG
『アルシャードセイヴァーRPG』 (Alshard Savior RPG ) は、エンターブレインから出版されている日本のテーブルトークRPG (TRPG)のタイトル、および、そのシリーズ 。著者は井上純一、菊池たけし、F.E.A.R.。『アルシャード』シリーズにおけるルール第二版にあたる。

## 概要
宇宙を汚染し滅ぼそうとする勢力「奈落」と、神々の力を受け継いだ戦士「クエスター」との戦いを描くスタンダードTRPG『アルシャード』のルール第二版にあたるシリーズ。『アルシャード』のルール第一版が発売されてからちょうど10年目の2012年7月から展開が開始された。
『アルシャード』シリーズは2005年にはルール改訂が行われ、スタンダードRPGシステムに即した『アルシャードff』シリーズに移行したが、これは当初からルール1.5版として規定されており、第二版としてのバージョンアップはまた別の機会に行うことが示唆されていた。
正式なルール第二版として製作された『アルシャードセイヴァーRPG』は『ff』同様にスタンダードRPGシステムを基幹ルールに使用しており基本的なルールシステムは継承されているが、ゲームバランスは過去のシリーズとは全く異なる形で取られている。
旧シリーズでは異世界ミッドガルドを舞台にした『ff』シリーズとは別に、現代世界ブルースフィアを舞台にした『アルシャード・ガイアRPG』のシリーズが並行して展開され、2つのシリーズは互換性はあるもののルールやデータバランスについて多少の違いを持っていた。『セイヴァー』ではこれらの2シリーズの展開を1つに統合している。『セイヴァー』の基本ルールブックではブルースフィアを主要な舞台として扱い、ミッドガルドはサプリメントを導入することで扱われる。

## システム
基本的なシステムは旧シリーズを踏襲したものとなっているため、ここでは『セイヴァー』で大きく変化した点についてのみ記載する。なお、アイテム購入に関して旧シリーズでは『ff』と『ガイア』でルールが大きく異なっていたが、『セイヴァー』では『ガイア』のルールを踏襲している。

### 旧版との相違点

#### ムーブアクション
「アクション」、すなわちPCがメインプロセスで取れる行動は、旧版では「マイナー」「メジャー」に分けられていたが、『セイヴァー』では新たに「ムーブ」が加えられた。
ムーブアクションは『アリアンロッドRPG 2E』で初めて導入された概念で、『セイヴァー』では単純な移動の他、特技やアイテムの使用、バッドステータスの回復も行える。

#### 基本クラスの整理
旧版では「ファイター」「スカウト」「ブラックマジシャン」「ホワイトメイジ」の4クラスが基本クラスとして規定されていたが、『アルシャードセイヴァー』では「アタッカー」「キャスター」「エンチャンター」に集約された。
基本クラスを3つにした理由の一つとして、プロデューサーである鈴吹太郎は「軽自動車に乗り切れる人数」を挙げている。鈴吹によれば、交通事情が悪く、移動手段を軽自動車に頼る地域では、軽自動車の最大搭乗人数である大人4人（＝ゲームマスター1人とプレイヤー3人）で遊べる事が重要だとファンから教えられたという。

#### グランドクエストの変更
基本ルールブックで扱う世界がブルースフィアとなったことにより、全てのクエスターが共通して持つ「グランドクエスト」の内容が【ガイアを守る】に変更された。なお、ミッドガルドを舞台にするシナリオのときのグランドクエストは【ミッドガルドを救済する】となる。

#### サクセサーの変更
10レベル以上になったPCが「サクセション」と呼ばれるイベントを通して強化され「サクセサー」となるルールは本作にも踏襲されているが、強化の内容が変更された
- 加護の所持数が一つ追加
- 二つ目のグランドクエストとして【アスガルドの探求】が追加される

#### その他
- クラスに属さない「汎用特技」の追加。
- 魔法装備の追加。いくつかの魔法はアイテムとして購入でき、手に装備することでその魔法を使用することができる。魔法の装備は武器とは別に行われる。また魔法装備には「片手」と「両手」の概念が存在する
- 戦闘シーンで隠密状態のなることが不可能になっている。非戦闘シーンでは可能。
- 結界ルールが簡略化され、ダメージや【魔導】判定による結界の破壊という概念がなくなった。ただし、GMがシナリオルールとしてこのような概念を独自に定義することは可能。

## 世界設定
世界設定は旧シリーズと同じく異世界ミッドガルドと現代世界ブルースフィアを主要な舞台とするが、歴史や登場NPCなどの細部の設定が異なっており、リブートが行われている。
このリブートの理由づけとして、旧シリーズのリプレイ『アルシャードトライデント』の最終局面で宇宙が新しく作り直されるイベントが起こされている。しかし、『セイヴァー』で遊ぶことにおいてはこのような背景は気にする必要はないように作られている。

### ブルースフィア
我々が住む地球に対応する世界。基本的に21世紀の地球とほぼ同じ世界としてプレイすることができる。
この世界では「奈落の使徒」なる者たちが暗躍している。奈落の使徒は獲物として狙った人間の心にアビスシード（奈落の種）を植え付け、その人物を「スペクター」と呼ばれる怪人に変えてしまう。スペクターにされた者は心が捻じ曲がり、与えられた奈落の力で自らの欲望を叶えようと悪事を重ねるようになる。このスペクターを倒し、可能であれば正気に戻してあげるというのが、ブルースフィアを舞台にしたシナリオにおけるPCたちの最も基本的なスタンスである。なお、この世界では奈落や魔術などの神秘的なものが実在することは一般人には秘匿されており、PCたちにもそれは求められている。PCたちは事件解決と同時に隠匿のための工夫をこらす必要がある。また、この世界を舞台に遊ぶときはグランドクエストは【ガイアを救う】となる。
前版にあたる『アルシャード・ガイアRPG』とは基本的な設定はほぼ変わりがなく、一部のNPCが変化しているだけである。また、奈落側の新たな大物として、ブルースフィアの母神ガイアの力の一部を奈落が乗っ取ることで生まれた奈落神「シャドウガイア」というものが加わっている。

### ミッドガルド
魔術と機械が混淆するファンタジー世界。基本的にはいわゆる「剣と魔法」の伝統的なファンタジー世界観をベースにしているのだが、「カバラ」と呼ばれる魔導科学で生み出された近代的な機械類 ─飛空艇、戦車、銃火器など─ も存在している。しかし、これらの技術は「真帝国」と呼ばれる国家に独占されている。彼らは「機械神」なる存在を信奉し、その教えを全世界に広めることを大義として周辺諸国への侵攻を繰り返している。
この世界は奈落による侵食がブルースフィアよりも大きい。世界のいくつかの地域が奈落の大穴に沈み虚無の領域と化しており、その周辺の荒野には奈落に汚されたクリーチャーが跋扈している。人間が安心して暮らせる場所は限られているが、人が集まる場所にはブルースフィアと同じように奈落の使徒やスペクターが暗躍している。
ミッドガルドではPCたちクエスターは神々の力を継いだ超戦士として広く知られている。機械神以外の神の権威を認めない帝国では忌避されているが、それ以外の国々では伝説の勇者として崇敬される。PCたちはこのうち勇者としての立場で、奈落や真帝国に苦しめられる無辜の民を救うというのがミッドガルドを舞台にしたシナリオにおけるPCたちの最も基本的なスタンスである。なお、この世界を舞台に遊ぶときはグランドクエストは【ミッドガルドを救済する】に変更される。
前版にあたる『アルシャードff』とは基本的な設定はほぼ変わりがないが、奈落の穴に沈められた地域の面積が減少している。しかし、異界からミッドガルドを侵略しにやってきた謎の機械化種族「ワームスカル」というものが新たな敵として追加された。また、真帝国の皇帝が代替わりしていたり、ウェストリ廃王国の王女が帰還しているなど、国家勢力に大きな変化がある。

## キャラクタークラスと加護
『アルシャードセイヴァー』では、旧版『アルシャード』と比較して、基本クラスが3つに集約されたのと、クラスに付随する加護の差し替えが行われた。

各クラスの持つ加護については、クラス名の後ろに括弧で示した。その実際の神話・伝承については、リンク先を参照のこと。
- 基本クラス
  - アタッカー（トール） - 物理攻撃を得意とするクラス。旧版『アルシャード』のファイター、スカウトに相当。
  - キャスター（オーディン）- 魔法攻撃を得意とするクラス。旧版『アルシャード』のブラックマジシャンに相当。
  - エンチャンター（イドゥン） - 味方を助け、敵を妨害する戦場操作の専門家。旧版『アルシャード』のホワイトメイジ、スカウトに相当。
- サブクラス
  - アーティスト（ミューズ） - 音楽でマナを操り、聞く者の心と肉体に影響を与える
  - アサシン（ヘイムダル） - 他者を殺害する技術を芸術的な域まで極めた暗殺者[2]。
  - アルケミスト（ヘル） - ブルースフィア固有の魔法兵器チャンバースタッフを操る戦闘魔術師。魔法を強化し敵を撃退する。
  - ヴァグランツ（ミューズ） - ひとつの場所に留まらない放浪者や旅芸人であることをあらわすクラス。
  - ウィザード（ブラギ） - アルフのアカデミーで魔術の叡智を修めた賢者。
  - エイリアス（DEM） - 機械神の加護によって生み出された複製体。
  - エージェント（ブラギ） - 企業やなんらかの組織に所属する諜報員や工作員。基本ルールブックではチャンバースタッフの開発元であるサジッタ社に属するものとされ、その他の企業・組織についてはサプリメントで提供されている。
  - エレメンタラー（ニョルド） - 奈落の敵対存在である「精霊」と契約し、自然の力を操る戦士。
  - オーヴァーランダー（マリーシ） -　異世界を行き来する世界間移動者。[3]
  - ガンスリンガー（ヘイムダル） - 銃の扱いに長けた戦闘のエキスパート。
  - グラップラー（ティール） - 自らの肉体を鍛え上げた格闘家。
  - サイキック（ヘイムダル or ヘル[4]） - 特異な力を振るう超能力者。
  - サムライ（タケミカヅチ） - ミッドガルドのヤシマ国からやってきた風変わりな戦士たち。ヤシマの独自技術で作られた「サムライ装備」を使用できる[5]。
  - サモナー（ヘル） - 呪符を用いてモンスターやアイテムを呼び出せる召喚魔法の使い手。
  - ソーサラー（ヘル） - 真帝国の魔導機械技術「カバラ」の専門家であり、専用端末「セフィロト」で魔導アプリを操る魔法やカパラ機器の操作を得意とする。
  - ソードマスター（フツノミタマ） - 魔器と呼ばれる魔法の武器の使い手。
  - ゾルダート（ヘイムダル） - 真帝国の兵士を表すクラス。専用のカバラ兵器やカバラによる人体改造によって強化されている。レベルが上がることで「ゲパルトギア」というロボット兵器を取得できる。ゲパルトギアは鎧の役目を果たすだけでなく、ゲパルトギア用の武器を装備できるようになるため、さらなる強化を図る事が可能。クラス名は兵士もしくは軍人を意味するドイツ語・ゾルダート（Soldat）が由来。
  - ダークワン[6]（エーギル） - 奈落の深刻な影響を受けて存在が変容したものたち。基本ルールブックではアンデッド、ヴァンパイア、ゴーストの再現が可能。
  - ニンジャ（マリーシ） -　忍びの技を振るう者達。ミッドガルドではヤシマの密偵、ブルースフィアでは社会の影に潜む者となっており、各世界で使用できる「ニンジャ装備」に違いがある。
  - ハンター（ヘイムダル） - クリーチャー退治の専門家。
  - パンツァーリッター（ヘルモード） - ミッドガルドの真帝国軍が使用する装甲車両（基本的にバイク）の乗り手。クラス名はドイツ語で鎧もしくは装甲（Panzer）と、騎士（Ritter）を意味する単語が由来で、なおかつこの二つを合成したもの。
  - ホムンクルス（ネルガル） - 人工的に作られた生命体。もしくはそれに寄生された者たち。自らの肉体を変形させて武器として使用することができる
  - ミスティック（アカラナータ） - 神仏へ祈りを捧げ、その霊力（マナ）をもって奈落を撃退する退魔士やエクソシスト。
  - ミッショナール（マステマ） - 真帝国教会の伝道師・司祭を表すクラス。専用の「神罰兵器」による攻撃や他者の支援・妨害を得意としている。クラス名は伝道師もしくは宣教師を意味するドイツ語・ミッショナール（Missionar）が由来。
  - メイジ（ブラギ） - 伝統的な魔術師たち。
  - リターナー（ブラギ） - 未来からやってきた時間遡行者。未知なる万能科学を使いこなして歴史を守る。
  - ルーンナイト（トール） - ルーンメタルという特殊な金属を身につけて戦う戦士。
  - レジェンド（ガイア） - ブルースフィアの守護神ガイアから勇者として選ばれた者であることを表すクラス。運命を切り開き、伝説を打ち立てる英雄、あるいはその候補生。
  - ワード（任意） - 地上に生まれ落ちた神の転生体。
- 異種族クラス
  - アルフ（ブラギ） - 神さえも生み出したという世界最古の巨人族の末裔。超古代の遺失技術で作られたレリクスというアイテム類はアルフにしか動かせないものが多い。
  - オウガ（タケミカヅチ） - 拳大の角が映えていることと大柄なこと以外は人間そっくりの異種族。古来から人間と共生しており、いわゆる「鬼」の伝承の元となっている。
  - ヴァーハナ（ブラギ） - リスやネズミなど齧歯類にそっくりな小柄な異種族。主にミッドガルド上空の浮遊島シュメルや各世界間の中継港となる異世界ネクサスに住んでいる。元々はアルフによって作られた生体デヴァイスであり、クエスターとなる事で潜在機能の一部を行使可能になる。
  - ヴァルキリー（ヘイムダル） - 古代種族「アルフ」が作り出した重武装戦闘用アンドロイド。そのほぼすべての個体が女性形態をとっている。クラス名の由来もある関係上、余程の理由がない限り男性形態を認めないGMが多いという。
  - フォックステイル（バルドル） - 稲荷の眷属に当たるキツネ人。五穀豊穣をもたらす恵みの力や、人の心をあざむく力、変身能力など多彩な力を持つ。
  - リンクス（ヘイムダル） - 主にミッドガルドの「黄金の森」周辺のゾアネスヘイム王国に住む、猫耳と尻尾を有する異種族。身のこなしが軽く、弓の扱いや独自の体術に優れる。
- その他特殊なクラス
  - ノーマル（なし） - 一般人を表すためのクラス。PCとしての使用は推奨されておらず、「弱い」キャラクターを作成する際に使用できる。
- その他の加護
  - スィン - NPC専用加護
  - シャドウガイア - ダークレジェンドが使用する特殊な加護。
  - 奈落加護 - ワームスカルが使用する特殊な加護。ガイア・マステマ・DEM以外の加護の効果が変質したもの。
  - GMの任意 - NPC専用加護。どの神の加護か、どのような効果を持つかはGMが決定する。基本的にはそのシナリオ限りのもの。

## 製品一覧
- ルールブック/サプリメント
  - アルシャードセイヴァーRPGルールブック　（基本ルールブック）　ISBN 978-4-04-728149-3
  - アルシャードセイヴァーRPG上級ルールブック　（上級ルールブック）　ISBN 978-4-04-728325-1
  - ブルースフィアワールドガイド　（ワールドガイド）ISBN 978-4-04-728448-7
  - ミッドガルドワールドガイド　（ワールドガイド）ISBN 978-4-04-728482-1
  - 真帝国ガイドブック　（ワールドガイド）ISBN 978-4-04-729258-1
  - 超上級ルールブック　（超上級ルールブック）　ISBN 978-4-04-729493-6
- リプレイ
  - アルシャードセイヴァーRPG リプレイ (オープニング作品)
    - アルシャードセイヴァーRPG リプレイ1 ブレイヴ・ニュー・ワールド　ISBN 978-4-04-728212-4
    - アルシャードセイヴァーRPG リプレイ2 キラー・イン・ザ・レイン　ISBN 978-4-04-728514-9
    - アルシャードセイヴァーRPG リプレイ3 スタンド・バイ・ミー　ISBN 978-4-04-728801-0

  - アルシャードセイヴァーRPG リプレイ 月明かりのキヲク　ISBN 978-4-04-728735-8
  - アルシャードセイヴァーRPG リプレイ ミッドガルド モーニングムーン
  - アルシャードセイヴァーRPG リプレイ ふたりの魔王　ISBN 978-4-04-729153-9
  - アルシャードセイヴァーRPG リプレイ ミッドガルド 旋風少女と熱砂の罠　ISBN 978-4-04-729325-0
  - アルシャードセイヴァーRPG リプレイ 黄金剣と救世者　ISBN 978-4-04-729462-2
- コラボリプレイ
  - アリアンロッド×アルシャード コラボリプレイ ブルースフィア・デイドリーム　ISBN 978-4-04-729216-1
- コミック
  - アルシャードセイヴァーRPG コミック マイ・リトル・ウィッシュ 上　ISBN 978-4-04-730039-2
  - アルシャードセイヴァーRPG コミック マイ・リトル・ウィッシュ 下　ISBN 978-4-04-730040-8